# Чілачава Тимур Раулевич
Чілачава Тимур Раулевич (*21 серпня 1976, Київ) — український журналіст, спортивний коментатор та телеведучий.

## Кар'єра
У 14 років Чілачава потрапив до складу знімальної групи УТ-1. Цікавився також програмуванням та інформаційними технологіями.
З 1983 по 1993 рік навчався у київській середній школі № 6, а з 1993 по 1998 рр. був студентом Інституту журналістики при КДУ ім. Тараса Шевченка. Закінчивши виш, захистив звання кандидата філологічних наук.
З другого курсу Інституту журналістики почав працювати інженером-програмістом другої категорії при кафедрі журналістської майстерності.
З 1995 по 1996 роки працював кореспондентом у газеті Computer World Kiev.
Тривалий час працював системним адміністратором у «Хаммер Центрі» та «Нерухомості столиці».
Працював над розробкою журналу «Техніка» разом із Ружанською Тамарою Борисівною, а потім працював в ньому редактором розділу IT.
Працював над розробкою журналу «Zефір» разом із Боднарчуком Юрієм Івановичем, а потім працював в ньому більд-редактором та журналістом. Досі співпрацює з цим виданням.
Дебют Тимура Чілачави в ролі коментатора відбувся у 2004 році, коли Олексій Мочанов запросив його в напарники на два гран-прі «Формули-1». У 2005 році спробував себе як коментатора A1GP на «Мегаспорті», пізніше коментував A1GP, DTM та MotoGP на каналах «Поверхность ТВ», а також перекладав та озвучував спортивні новини «Світ моторів». У 2006 році коментував «Формулу-1» на «Мегаспорті» разом із Максимом Подзігуном. По закінченні сезону залишив канал через розбіжності з керівництвом.
У 2010 році разом із Максимом Подзігуном коментував Race of Champions на «Першому автомобільному».
До коментування «Формули-1» повернувся у 2011 році. Тоді Чілачава отримав запрошення від «Першого національного». Однак після гран-прі Туреччини рішенням компанії «Chervonenko Racing», яка володіла правами на трансляцію, припинив співпрацю з каналом. Щоправда, наприкінці сезону Чилачава прокоментував гран-прі Абу-Дабі та гран-прі Бразилії.
У 2013 році коментував деякі гонки «Формули-1» на каналі «Мега».

### Коментування
| Вид спорту        | Роки                                            | Телеканал               |
| ----------------- | ----------------------------------------------- | ----------------------- |
| Формула-1         | 2004 (ГП Угорщини та ГП Бельгії)                | Перший національний     |
| Формула-1         | 2006                                            | Мегаспорт               |
| Формула-1         | 2011 (ГП Туреччини, ГП Абу-Дабі та ГП Бразилії) | Перший національний     |
| Формула-1         | 2013                                            | Мега                    |
| DTM               | 2006–2008                                       | Канали «Поверхность ТВ» |
| DTM               | 2009–2013                                       | Перший автомобільний    |
| A1GP              | 2005                                            | Мегаспорт               |
| Race of Champions | 2010                                            | Перший автомобільний    |